# توتشنیک
توتشنیک (به لاتین: Točník) یک منطقهٔ مسکونی در جمهوری چک است که در ناحیه بروون واقع شده‌است. توتشنیک ۵٫۳۸ کیلومتر مربع مساحت و ۲۲۱ نفر جمعیت دارد و ۳۴۵ متر بالاتر از سطح دریا واقع شده‌است.